# 马耶 (维埃纳省)
马耶（法語：Maillé，法語發音：[maje] ⓘ）是法国维埃纳省的一个市镇，属于普瓦捷区。

## 地理
马耶（46°40'44"N, 0°5'32"E）面积12.32 平方千米，位于法国新阿基坦大区维埃纳省，该省份为法国中西部省份，北起曼恩-卢瓦尔省和安德尔-卢瓦尔省，西接德塞夫勒省，南至夏朗德省，东南接上维埃纳省，东临安德尔省。
与马耶接壤的市镇（或旧市镇、城区）包括：艾龙、谢尔沃、希雷昂蒙特勒伊、弗罗兹、武扎耶、尚皮尼昂罗什罗。

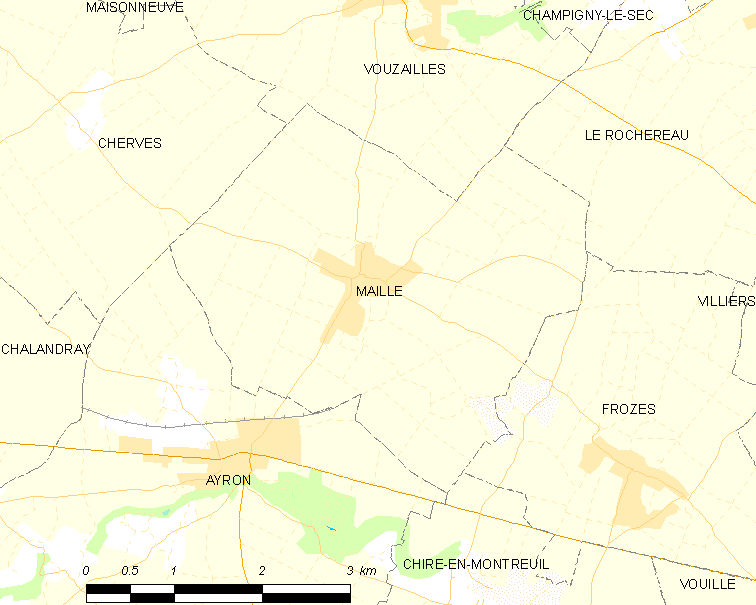
的OSM定位图

马耶的时区为UTC+01:00、UTC+02:00（夏令时）。

## 行政
马耶的邮政编码为86190，INSEE市镇编码为86142。

## 政治
马耶所属的省级选区为武讷伊苏比亚尔县。

## 人口

1962-2008年间人口变化图示

马耶于2022年1月1日时的人口数量为640人。